# Rhinolophus denti
Rhinolophus denti е вид прилеп от семейство Подковоносови (Rhinolophidae). Видът не е застрашен от изчезване.

## Разпространение и местообитание
Разпространен е в Ангола, Ботсвана, Гана, Гвинея, Гвинея-Бисау, Република Конго, Намибия, Сенегал и Южна Африка.
Обитава места със суха почва, пещери, ливади и савани в райони с умерен климат, при средна месечна температура около 21,2 градуса.

## Описание
Теглото им е около 6,3 g.